# Ирландия на летних Олимпийских играх 2008
Ирландия на летних Олимпийских играх 2008 была представлена 54 спортсменами в 12 видах спорта. Страна заняла 61-е место в общекомандном медальном зачёте.

### 

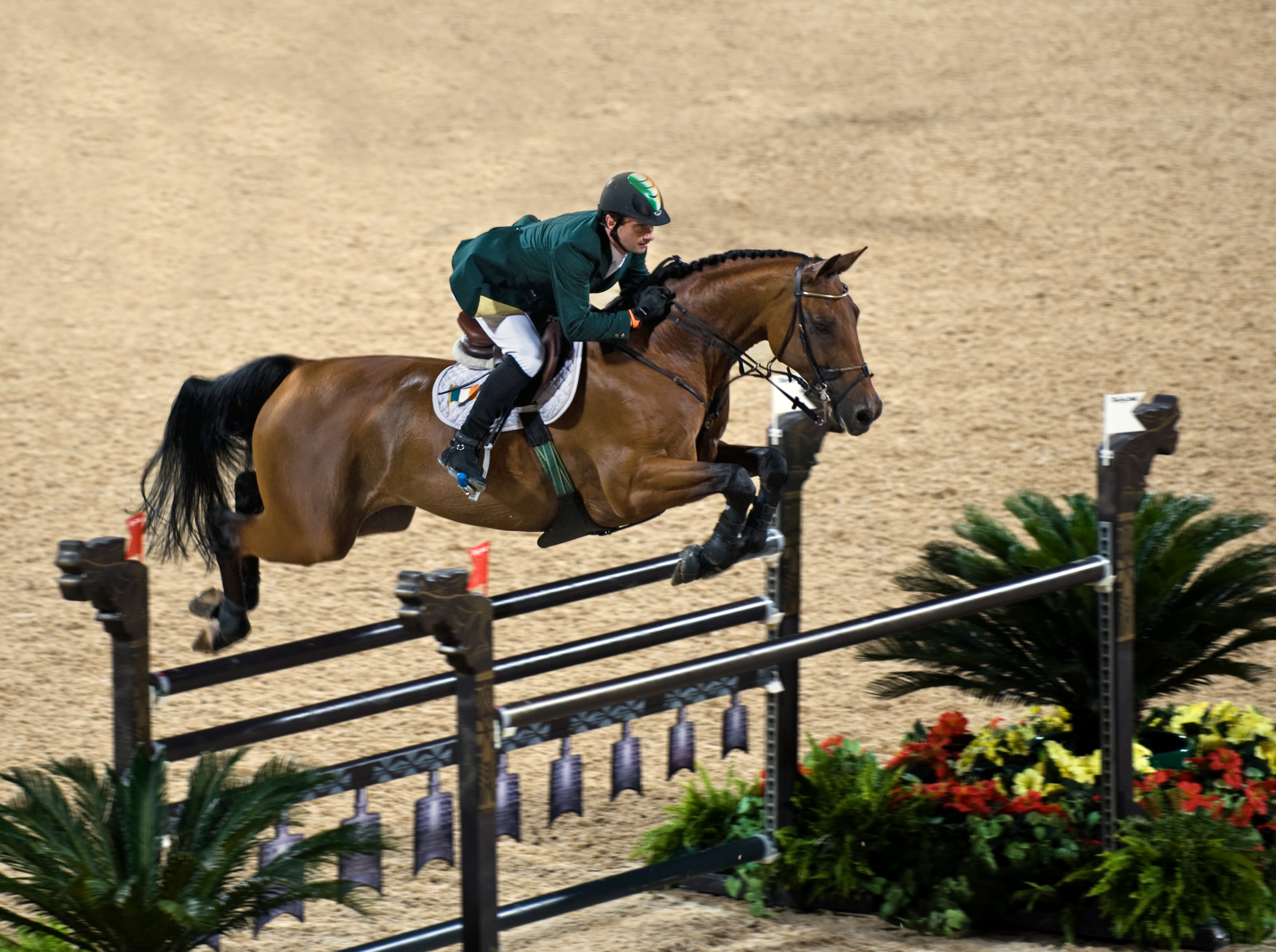
Lantinus and Lynch.

## Медалисты

### Серебро
| Серебро |            |                         |
| №       | Спортсмены | Вид спорта (дисциплина) |
| 1       | Кенни Иган | Бокс (до 81 кг)         |

### Бронза
| Бронза |                  |                         |
| №      | Спортсмены       | Вид спорта (дисциплина) |
| 1      | Патрик Барнс     | Бокс (до 48 кг)         |
| 2      | Даррен Сазерленд | Бокс (до 75 кг)         |